# Orehova Gorica
Orehova Gorica est un village de la municipalité de Gornja Stubica (comitat de Krapina-Zagorje) en Croatie. Au recensement de 2011, le village comptait 67 habitants.